# گرمدشت
گرمدشت، روستا و ایستگاه راه آهن از توابع بخش مرکزی شهرستان خرمشهر است که در محدوده شمال غرب‌ترین نقطه و با فاصله۲۰ کیلومتر و با ارتفاع حدود ۵ متر از سطح دریا در ناحیه گرم و خشک دشت در کنار خط آهن اهواز به خرمشهر واقع می‌باشد.

## منبع
- کتاب گیتاشناسی ایران، عباس جعفری، جلد سوم، 1384